# Sabina Orellana
Sabina Orellana Cruz (nascida em 1970) é uma sindicalista boliviana e política de origem quíchua que actua como Ministra das Culturas, Descolonização e Despatriarcalização desde 20 de novembro de 2020. É membro da Confederação de Mulheres Indígenas Bartolina Sisa.

## Biografia
Sabina Orellana nasceu em 1970. De origem quíchua, foi criada em Vacas, Cochabamba. De 1993 a 2004, Orellana trabalhou como repórter para a Rádio Chualake lidando com questões relacionadas com o meio ambiente, municipalidades, educação, saúde e género. Além disso, ela assumiu responsabilidades como líder da Federação Departamental de Mulheres de Cochabamba.
De 2005 a 2008, Orellana foi membro destacado da Confederação Feminina Bartolina Sisa.

## Ministra das Culturas, Descolonização e Despatriarcalização (2020-presente)
Em 20 de novembro de 2020, o presidente Luis Arce restaurou o Ministério das Culturas e Turismo, que havia sido dissolvido pelo anterior governo de Jeanine Áñez em 4 de junho. O Ministério foi rebaptizado de Ministério das Culturas, Descolonização e Despatriarcalização com a intenção declarada de "descolonizar e despatriarcalizar [e] reverter essa desigualdade entre nacionalidades, bem como entre homens e mulheres".
 